# Magnano
Magnano är en ort och kommun i provinsen Biella i regionen Piemonte i Italien. Kommunen hade 394 invånare (2018).